# Jan Noworolski
Jan Noworolski (ur. 9 kwietnia 1871 we wsi Turka koło Kołomyi, zm. 22 czerwca 1949 w Krakowie) – mistrz cukierniczy, właściciel cukierń i kawiarń we Lwowie, Stanisławowie i Krakowie.
Syn Jana, plenipotenta majątku hrabiów Łosiów w Turce. Kwalifikacje zawodowe zdobył w czasie praktyk w pracowni cukierniczej Ferdynanda Grossa i Władysława Strusia przy ul. Hetmańskiej 6 we Lwowie, gdzie w 1889 r. uzyskał wyzwolenie na czeladnika. Praktykował też w kawiarni Sachera w Wiedniu.
Podjął pracę w Tarnopolu, a następnie we Lwowie, gdzie w Hotelu Francuskim jako wspólnik prowadził własną cukiernię. W 1900 r. wspólnie z Władysławem Krowickim otworzył w Banku Mieszczańskim w Stanisławowie cukiernię oraz pracownię wyrobów cukierniczych, ciast i czekolady. W 1903 r. obaj wspólnicy wzięli też w dzierżawę kawiarnię „Cafe Union” przy ul. Sapieżyńskiej. W 1905 r. na Wystawie Przemysłowo-Rolniczej Produktów Krajowych w Buczaczu uzyskał złoty medal za artyzm swoich produktów.
Po nieszczęśliwym wypadku na kortach tenisowych w 1908 r., w wyniku którego zmarła jego 28-letnia żona, Władysława z domu Struś, przeniósł się z czwórką dzieci do Krakowa, gdzie zamieszkał w Szarej Kamienicy przy Rynku Głównym. W mieście tym tworzył cukiernię przy ul. Karmelickiej 50, a następnie w 1912 r. ekskluzywną kawiarnię pod szyldem „J. Noworolski i S-ka” w Sukiennicach. Od 1914 r. stał się jej wyłącznym właścicielem. Lokal, przebudowany i wyposażany na wzór kawiarni wiedeńskich, ściąga wielu polityków, pisarzy i artystów. W ślady ojca idzie syn Tadeusz, który po odbytej praktyce w rodzinnej firmie otwiera cukiernię przy ul. Świętokrzyskiej w Warszawie. W latach 30. XX wieku powraca do Krakowa, gdzie prowadzi własną firmę.
W 1940 r. kawiarnię w Sukiennicach przejmują Niemcy, ale w 1945 r. odzyskują ją prawowity właściciel, który ratuje lokal od dewastacji przez żołnierzy radzieckich. W 1948 r. kawiarnię przejmują z kolei władze państwowe. Jest to duży cios dla 77-letniego Jana Nowowolskiego. Opuszczając na zawsze swój lokal ulega wypadkowi, w wyniku którego umiera rok później.
Został pochowany na Cmentarzu Rakowickim. W 1991 r. kawiarnia Jana Noworolskiego powraca w ręce syna Tadeusza i rodziny.